# Torre del Canuto
A Torre del Canuto a dél-spanyolországi Andalúziában található Rute község egyik középkori műemléke. Jelentőségét mutatja, hogy ábrázolása még a község címerében is megjelenik.

## Története
Több feltételezés is született arra, hogy melyik korszakból származhat: történeti adatok alapján a vizigót, a naszrida és a kasztíliai korokkal is összefüggésbe hozták. Ma az tűnik a legvalószínűbbnek, hogy a 15. század első feléből származik: ekkortájt hagyták el Rute el Viejo erődjét és ekkor, 1435 körül alapították az új rutei településmagot. A tornyot ekkor a naszrida fenyegetést szemmel tartó őrtoronyként használhatták.
1985-ben felvették a kulturális javak listájára. 200 méteres környezete is védelem alatt áll. A 21. század elejére állapota jelentősen leromlott, ezért 2020 táján felújították. A munkákat megelőző régészeti vizsgálatok során egy korábbi, arab eredetű építmény maradványait találták meg, így valószínűnek tűnik, hogy a tornyot a keresztények ehhez építették hozzá.

## Leírás
Az egyszerű, kör alaprajzú, hengeres, kőből rakott torony a Córdoba tartományhoz tartozó Rute mellett, a településtől északkeletre, a Rute-hegység területén, az Hacho nevű hegyen található, közel 1000 méterrel a tenger szintje felett. Belőle kilátás nyílik a közeli településekre is: látható többek között Iznájar, Loja, Lucena, Rute el Viejo, Priego de Córdoba és Carcabuey is. Átmérője 5,25, magassága több mint 8 méter. Építőanyaga a környékről származó mészkő.

## Képek

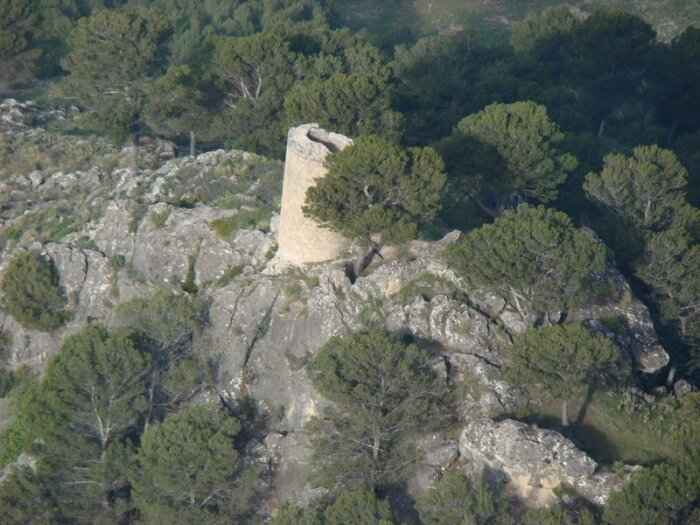
Légi felvételen
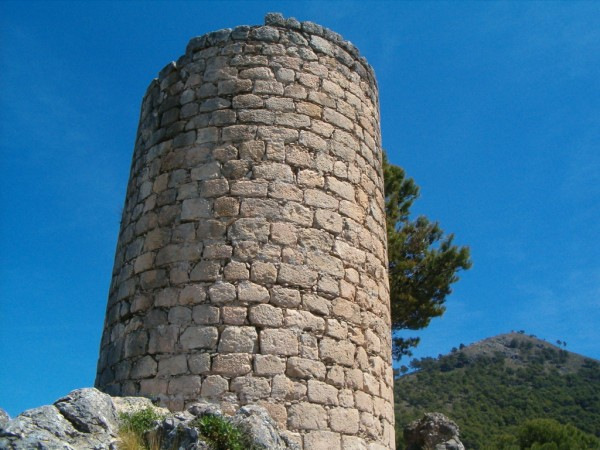
A torony
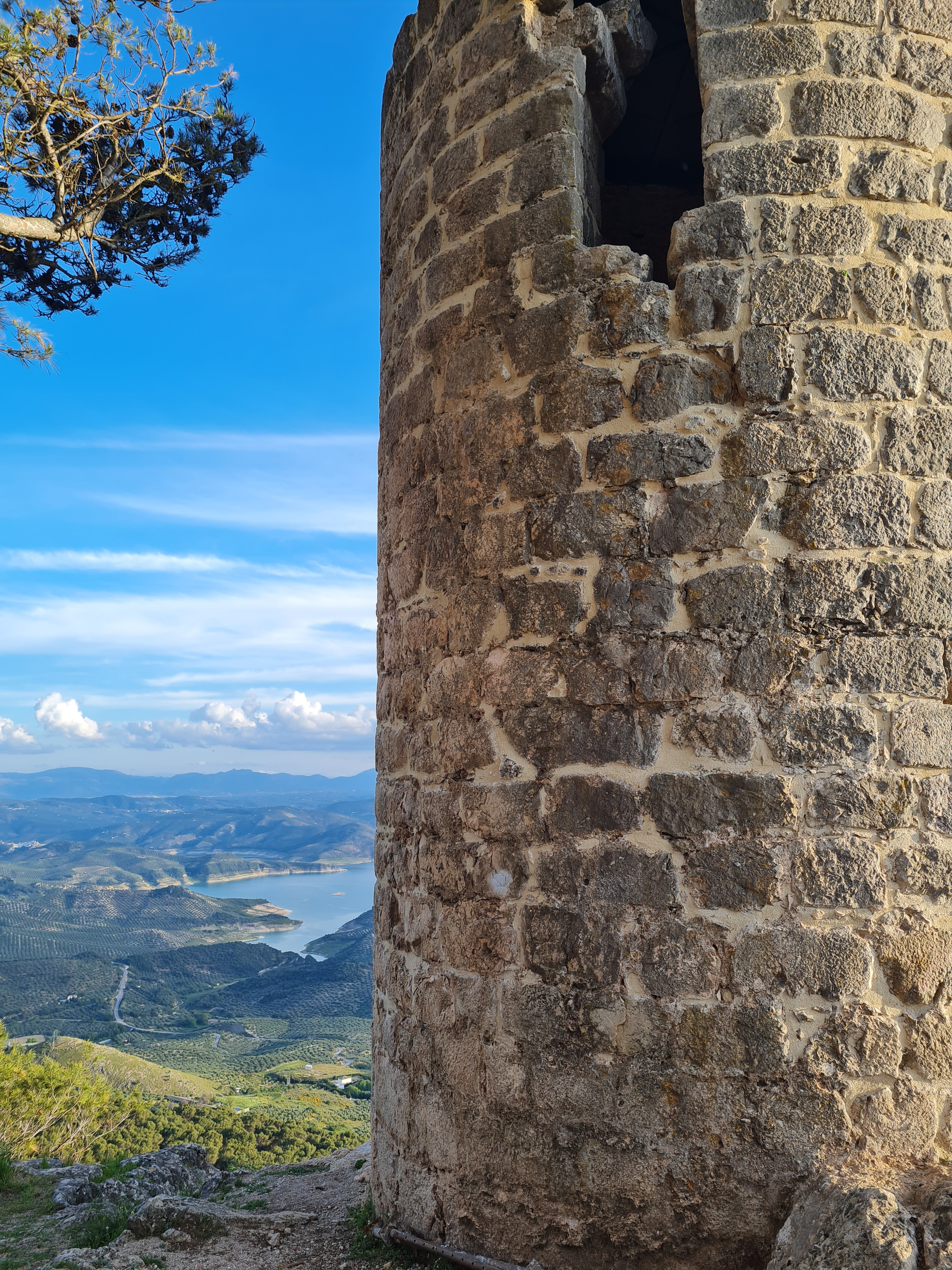
A torony, kilátással
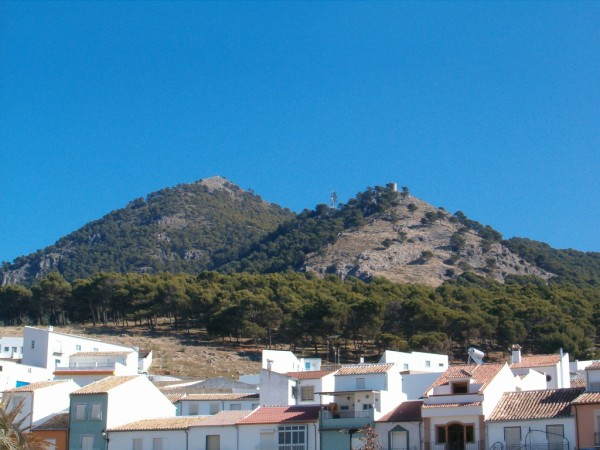
Lentről, a faluból nézve